# Ewa Augustyniak
Ewa Augustyniak – polska okulistka, doktor habilitowany medycyny.
Habilitowała się w 1993 roku na podstawie oceny dorobku naukowego i pracy pod tytułem "Ultrasonografia dopplerowska pulsacyjna - zastosowanie w okulistyce". Pracowała w Katedrze Chorób Oczu Uniwersytetu Medycznego w Łodzi. Należy do Polskiego Towarzystwa Okulistycznego. Swoje prace publikowała w czasopismach krajowych i zagranicznych, m.in. w Klinice Ocznej.